# كلير فوازين
كلير فوازين (بالفرنسية: Claire Voisin)‏‏ (وُلدت في 4 مارس 1962) رياضياتية، وباحثة، وأستاذة جامعة فرنسية. حاصلةُ على جائزة روث ليتل ساتر في الرياضيات عام 2007.

## الجوائز
- Servant Prize  [لغات أخرى]‏
- Heinz Hopf Prize [الإنجليزية]‏[19][20]
- ميدالية المركز الوطني للبحث العلمي الذهبية[17][21]
- الميدالية الفضية للمركز الوطني الفرنسي للبحث العلمي  [لغات أخرى]‏[22]
- ميدالية المركز الوطني للبحث العلمي البرونزية  [لغات أخرى]‏
- جائزة شو[23]
- جائزة روث ليتل ساتر في الرياضيات
- جائزة الجمعية الأوروبية للرياضيات [الإنجليزية]‏
- Clay Research Award [الإنجليزية]‏
- IBM Young Researcher Prize ‏
- نيشان جوقة الشرف من رتبة ضابط[24]
- جائزة شو في العلوم الرياضية ‏[23]